# نان و گل‌های سرخ

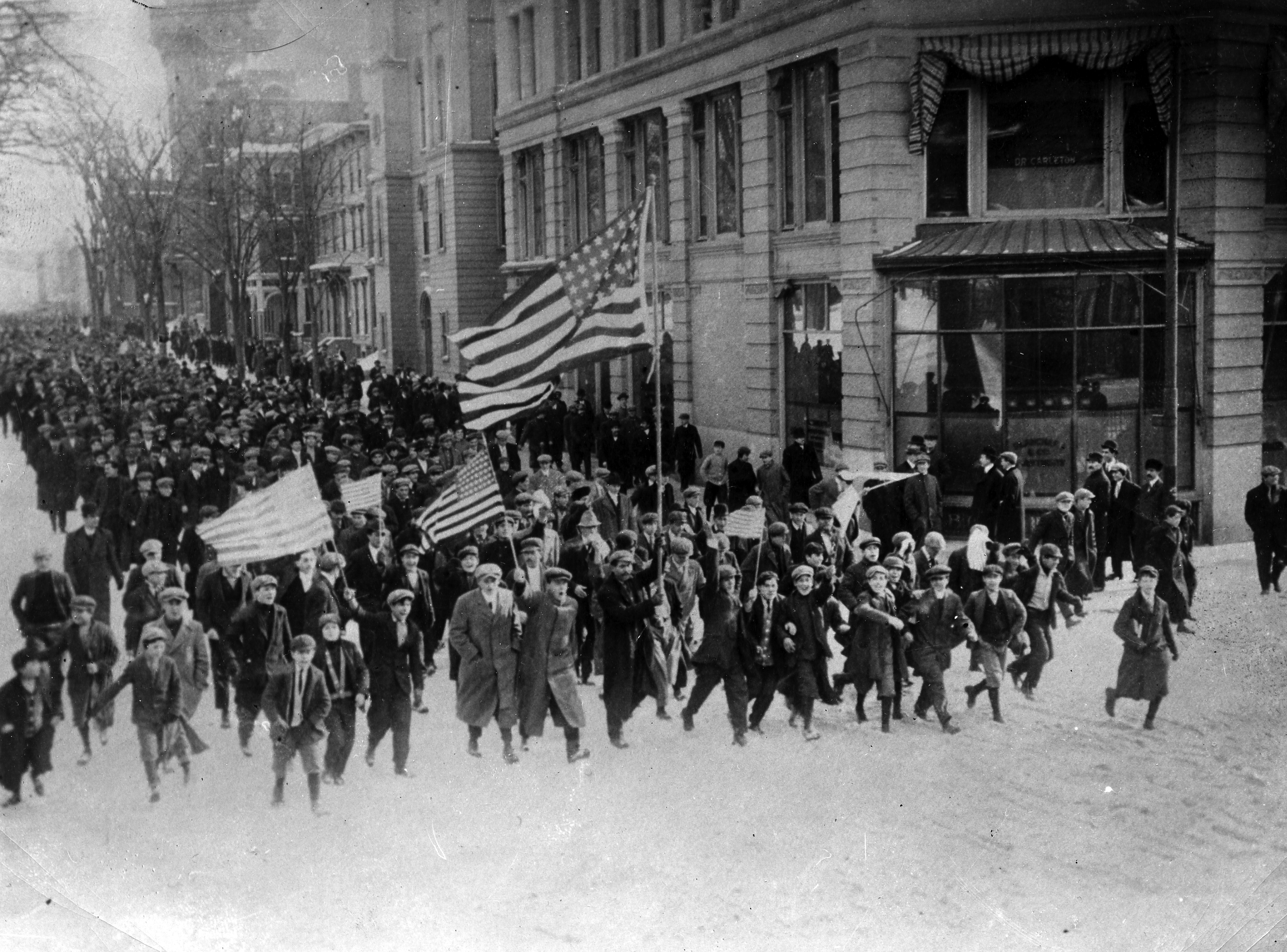
کارگران نساجی لارنس در دورهٔ اعتصابات

نان و گل‌های سرخ یا نان و رُزها (به انگلیسی: Bread and Roses) شعاری سیاسی است که می‌تواند به شعر و ترانه‌ای به همین نام نیز اشاره داشته‌باشد. این شعار از یک سخنرانی هلن تاد نشأت می‌گیرد. بخشی از سخنرانی که گفته می‌شود «هم نون می‌خوایم، هم گل‌سرخ» الهام بخش جیمز اپنهایم برای عنوان شعرش «نان و گل‌های سرخ» بوده‌است. این شعر اولین‌بار دسامبر ۱۹۱۱ در مجلهٔ آمریکایی به‌همراه عبارت «نان برای همه، و همین‌طور گل‌های سرخ - شعاری از زنان در غرب» منتشر شد. شعر به زبان‌های مختلف ترجمه شده‌است و تا کنون چندین آهنگ‌ساز آن را برای موسیقی تنظیم کرده‌اند.
بسیاری این عبارت را با اعتصاب موفق کارگران نساجی لارنس بین ژانویه تا مارس ۱۹۱۲ مرتبط می‌دانند. اعتصابی که امروزه اغلب با عنوان «اعتصاب نان و گل‌های سرخ» شناخته می‌شود.
این شعار «نان» و «گل‌های سرخ» را همچون یک‌جفت کنار هم قرار می‌دهد و مسئلهٔ دستمزدهای عادلانه و شرایط شغلی شرافتمندانه را در کنار یکدیگر مطرح می‌کند.

## تاریخچه

### حق رأی زنان
اولین اشاره به شعار «نان و گل‌های سرخ» و معنای آن، مقاله‌ای است که هلن تاد سپتامبر ۱۹۱۱ در مجلهٔ آمریکایی نوشت. او شرح می‌دهد که چگونه گروهی از زنان باشگاه زنان شیکاگو پس از گوش‌دادن به نصیحت‌های سناتور رابرت لا فولت، تصمیم گرفتند کارزار اتوموبیلی را در ایالت ایلینوی برای حق رأی زنان از ژوئن ۱۹۱۰ شروع کنند.

## شعر
| ترجمهٔ فارسی همچنان که راه می‌پیماییم و می‌پیماییم، در زیبایی روز یک میلیون آشپزخانهٔ تاریک و هزار کارخانهٔ غم‌زده با خورشیدی که ناگهان آشکار می‌شود، نورافشان می‌شوند بر این مردم که صدای ما را می‌شنوند که می‌خوانیم، «نان و گل‌های سرخ، نان و گل‌های سرخ» همچنان که راه می‌پیماییم و می‌پیماییم، برای مردان هم می‌جنگیم چرا که آن‌ها فرزندان زنان هستند، و ما دوباره در حق‌شان مادری می‌کنیم زندگی ما از تولد تا مرگ عرق ریختن نخواهد بود قلب هم مانند تن گرسنه می‌شود: نه‌تنها نان که به ما گل سرخ هم بدهید همچنان که راه می‌پیماییم و می‌پیماییم، زنان بی‌شماری که جان باخته‌اند از ورای آواز ما فریاد دیرین‌شان برای نان را سر می‌دهند هنر و زیبایی و عشق که روح خسته‌شان می‌شناخت آری، برای نان است که می‌جنگیم — اما برای گل سرخی هم می‌جنگیم همچنان که راه می‌پیماییم و می‌پیماییم، روزهای بهتری به ارمغان می‌آوریم چرا که به‌پا خاستن زنان، به‌پا خواستن نسل بشر است دیگر نه بیکاری و نه بیگاری، دیگر نه ده نفر جان بکند و یک نفر بیاساید به‌جای آن شکوه زندگی را تقسیم خواهیم کرد، نان و گل‌های سرخ، نان و گل‌های سرخ — جیمز اوپنهایم، ۱۹۱۱ | متن انگلیسی As we come marching, marching, in the beauty of the day, A million darkened kitchens, a thousand mill-lofts gray Are touched with all the radiance that a sudden sun discloses, For the people hear us singing, "Bread and Roses, Bread and Roses." As we come marching, marching, we battle, too, for men— For they are women's children and we mother them again. Our days shall not be sweated from birth until life closes— Hearts starve as well as bodies: Give us Bread, but give us Roses. As we come marching, marching, unnumbered women dead Go crying through our singing their ancient song of Bread; Small art and love and beauty their trudging spirits knew— Yes, it is Bread we fight for—but we fight for Roses, too. As we come marching, marching, we bring the Greater Days— The rising of the women means the rising of the race. No more the drudge and idler—ten that toil where one reposes— But a sharing of life's glories: Bread and Roses, Bread and Roses. |